# Fränkische Geographische Gesellschaft
Die Fränkische Geographische Gesellschaft ist eine Vereinigung mit Sitz in Erlangen, die 1954 insbesondere von Otto Berninger und anderen Geographen der Friedrich-Alexander-Universität Erlangen-Nürnberg gegründet wurde. Sie hat „es sich zur Aufgabe gemacht, geographisches Wissen und Forschungen der Hochschulgeographie an die interessierte Öffentlichkeit in Franken zu vermitteln und Einblicke in die sich verändernde(n) Welt(en) zu bieten – auf lokaler, regionaler und globaler Ebene.“
Die Bibliothek umfasst 60.000 Bücher und 50.000 Karten (Stand 2012).
Das Organ der Gesellschaft sind die Mitteilungen der Fränkischen Geographischen Gesellschaft.
Zum Vorstand zählen
- Georg Glasze, 1. Vorsitzender
- Achim Bräuning, 2. Vorsitzender
- Heinz Brenner
- Boris Michel
- Tobias Chilla
- Peter Kaluza